# 李长水
李长水（?—?），山东平原县人，清朝末年义和团首领之一。
光绪二十五年（1899年）李长水父子三人在平原县当地同入义和团，他被推为首领之一。他在平原县杠子李庄率众打击洋教势力，颇张声势。后被教民地主李金榜告发，平原知县蒋楷派兵镇压，并捕团民六人。对此愤恨不已，便请茌平朱红灯率茌平、长清等县的部分团员援助，在杠子李庄挫败前来镇压的平原知县，又在森罗殿击败清军。后被官府抄家封门，他举家逃往关东。1937年七七事变后，返归故里种菜。之后病卒。